# 捷列克州

捷列克州（俄语：Терская область）是俄羅斯帝國的一個州，隸屬於高加索總督區，包括今日達吉斯坦共和國北部、車臣共和國、印古什共和國、北奧塞梯-阿蘭共和國和卡巴爾達-巴爾卡爾共和國。東臨裡海，南界高加索山脈，北界庫班河，捷列克河在中部流過，州名亦因此而來。成立於1860年。
面積約64,000平方公里，1897年人口120,048人。首府弗拉季高加索。